# Oryzaephilus mercator
Oryzaephilus mercator é uma espécie de insetos coleópteros polífagos pertencente à família Silvanidae.
A autoridade científica da espécie é Fauvel, tendo sido descrita no ano de 1889.
Trata-se de uma espécie presente no território português.